# Прекмурська мова
Прекмурська мова — діалект словенської мови. Є відмінності у вимові, лексиці та використанні літер між двома мовами. У прекмурській часто вживаються ü і ö, через що певні слова звучать більш м'яко, ніж словенською. У прекмурській багато дифтонгів, перш за все ej, ou (оу), або au (ау).
Мова є розмовною в Словенії та Угорщині, але носії живуть також у США, Австрії, Німеччина та Канаді. Орієнтовно кількість носіїв становить в цілому 80 тисяч чоловік.

Стандарт для прекмурської мови розробляли між 1771 і 1780 роками. Цю мову використовували словенські школи в Угорщині до 1920 року. Прекмурською мовою написано книжки, і до 1945 року виходили газети.
Спочатку для прекмурської мови використовували угорську абетку. З 1871 почали паралельно використовувати також словенську абетку, втім вона стала основною лише 1914 року.